# Абдалла Саррадж
Абдалла Саррадж (араб. عبد الله سراج; 1876–1949) — йорданський шейх, голова уряду Зайордання від 1931 до 1933 року.